# New Shepard
New Shepard je znovupoužitelná suborbitální raketa, vyvíjená společností Blue Origin miliardáře Jeffa Bezose. Jedná se o komerční projekt vesmírného turismu. New Shepard je pojmenován podle prvního amerického astronauta, Alana Sheparda.

## Historie
První krokem bylo zařízení pojmenované Goddard, které sloužilo k prvním zkouškám vertikálních startů a přistání v malých výškách. Jednalo se o malou raketu, která se svým tvarem podobala spíše kosmické lodi. Goddard byl smontován v továrně Blue Origin u Seattlu. K prvním testům došlo 13. listopadu 2006.
V témže roce společnost začala přípravu stavby vesmírného testovacího centra v texaské poušti. Projektový manažer společnosti Rob Meyerson uvedl, že Texas si vybral kvůli jeho spojitosti s vesmírným výzkumem.
Dne 12. října 2012 společnost uskutečnila první úspěšný start na svém kosmodromu, oddělením prvního bloku motorů a vypuštěním makety kabiny na padáku.
V dubnu roku 2015 Blue Origin uvedl, že úspěšně vyrobili raketový motor BE-3, jež má pohánět právě raketu New Shepard. Společnost také uvedla, že mají v úmyslu začít s testovacími lety ještě tento rok, lety by měly mít z počátku měsíční cyklus.
První let této vesmírné lodi byl proveden 29. dubna 2015, přičemž byla dosažena výška 93,5 kilometrů nad zemí. Test samotný byl považován za úspěch, kabina byla úspěšně zachráněna přistávacím padákem, až na přistání samotné rakety, kdy selhala hydraulika.

## Konstrukce
Vesmírné zařízení New Shepard je plně znovupoužitelné, disponující technologií VTVL (Vertical takeoff, vertical landing – vertikální vzlet, vertikální přistání). Skládá se ze dvou stěžejních částí: z přetlakové kabiny pro posádku a rakety, neboli pohonného modulu. New Shepard je plně ovládáno palubními počítači, není třeba dálkového řízení ze Země.